# Lijst van ridders in de Orde van de Nederlandse Leeuw
Ridder in de Orde van de Nederlandse Leeuw is de derde graad van de Orde van de Nederlandse Leeuw. Ook de vrouwelijke leden worden 'ridder' genoemd. De ridders dragen een kruis van de orde aan een lint van drie vingers breed op hun linkerborst of, bij dames die niet in uniform zijn, aan een strik.
Hieronder staat een overzicht van op de Nederlandstalige Wikipedia beschreven ridders:

## A
- Piet Aalberse (1911)
- Willem Aantjes (1970)
- Jozias van Aartsen (1994)
- Gijs van Aardenne (1981)
- Harry Aarts (1985)
- Kader Abdolah (2000)
- Hette Abma (1976)
- J.J. Abspoel (1982)
- Horatius Albarda
- Johan Willem Albarda
- Wil Albeda (1977)
- Willem Carel Antoon Alberda van Ekenstein (1892)
- Marc Albrecht (2020)
- Guus Albregts (1952)
- Hans Alders (1994)
- Evert Alkema (2009)
- George August Alexander Alting von Geusau
- Marius van Amelsvoort (1981)
- Robin Ammerlaan (2000)
- Hedy d'Ancona (1994)
- Frans Andriessen (1980)
- Koos Andriessen (1963)
- Johannes van Angeren (1938)
- Hans Ankum (1992)
- Jenny Arean (2018)
- Armando (2006)
- Everhardus Jacobus Ariëns (1975)
- Antoine Arts (1910)
- Titus van Asch van Wijck
- Pierre Audi (2000)

## B
- Jan Backx (1969)
- Jan Nicolaas Bakhuizen van den Brink (1957)
- Oege Bakker (1949)
- Riek Bakker (2015)
- Bertha Bakker-Nort (1930)
- Daniel Johannes von Balluseck
- Driekus Barendregt (1995)
- Henk Barendregt (2002)
- Jacob Nicolaas Bastert (1888)
- André Batenburg
- Petrus Bauduin
- Ria Beckers (1989)
- Hendrik van Beeck Vollenhoven
- Relus ter Beek (1983)
- Gerard Beelaerts van Blokland (1825)
- Gerard Jacob Theodoor Beelaerts van Blokland
- Johan Anthony Beelaerts van Blokland (1986)
- Pieter Beelaerts van Blokland (1981)
- Carlo Beenakker (2015)
- Jan Beenakker
- Albert Christiaan Willem Beerman (1963)
- Henk Beernink (1958)
- Piet Beertema (1999)
- Fritz Behrendt (2002)
- Michael Alexander Joseph van der Beken Pasteel (1835)
- Jozien Bensing (2015)
- Samuel Pieter Bentinck
- Isaäc Burchard Diederik van den Berch van Heemstede
- Eltjo van Beresteyn (1927)
- H.C. ten Berge (2019)
- Sidney J. van den Bergh
- Eric Bergshoeff (2018)
- Edo Johannes Bergsma (1902)
- Gerrit Berkhoff (1967)
- Angel Bermudez (1990)
- Anthonij Ewoud Jan Bertling
- Rob den Besten (1987)
- Ernst van der Beugel (1958)
- Hendrik Arend Beusekamp (1981)
- Jean Gustave Stanislas Bevers (1896)
- Johan Willem Beyen (1927)
- Karel Herman Beyen (1981)
- Sybrand van Beyma thoe Kingma (1874)
- Paul Biegel (1999)
- Steven Edzo Broeils Bierema (1932)
- Gerti Bierenbroodspot (1999)
- Jan van den Biesen
- J.M.A. Biesheuvel (2008)
- Daniel Jan Bijleveld (1843)
- Hendrik Bijleveld (1885-1954)
- Jean François Bijleveld (1794-1875) (1839)
- Roelof Bijlsma
- Johannes Warnardus Bilders (1880)
- Cornelis Lodewijk van der Bilt (1929)
- Pieter Blaisse (1963)
- Peter Blangé (1996)
- Johan Wilhelm Blanken
- Anne Wil Blankers (1996)
- Jacob Bleeker (1947)
- Jacobus Cornelis Bloem (1866)
- Franciscus Gerard van Bloemen Waanders
- Hugo Willibrord Bloemers (1961)
- Anthony Johannes Blok
- Hans Blom (2007)
- Nico Blom
- Pieter Blussé van Oud-Alblas (1872)
- Christiaan Wilhelm Bodenhausen (1923)
- Hendrik van Boeijen (1935)
- Pieter Boeles (1867)
- Hans de Boer
- Klaas de Boer Czn.
- Kees Boertien (1973)
- Willem Boetje
- Pim van Boetzelaer van Oosterhout (1948)
- Archibald Theodoor Bogaardt
- Siegfried Thomas Bok
- Gerrit Bolkestein (1922)
- Jan Willem Bonebakker (1964)
- Max Charles Emile Bongaerts (1921)
- Minke Booij (2008)
- Gerardus Petrus Booms (1871)
- Jim de Booy (1939)
- Allard van der Borch van Verwolde (1842-1919) (1898)
- Eduardus Josephus Hubertus Borret
- Els Borst (1989)
- Corstiaan Bos (1973)
- Ruud Bos (1996)
- Nicolaas Bosboom
- Isaac van den Bosch
- Pieter ten Bosch
- Jan Willem Marie Bosch van Oud-Amelisweerd (1922)
- Johannes Bosscha sr.
- Johannes Bosscha jr.
- Ben Bot (1993)
- Theo Bot (1957)
- Huibert Gerard Boumeester
- Jan des Bouvrie (2009)
- Joke Bouwstra (2024)
- Lans Bovenberg (2011)
- Ted Braakman
- Titus Brandsma (1939)
- Antoni Brants (1935)
- Maurits Anton Brants (1910)
- Mauk de Brauw (1973)
- Henk van den Breemen
- Claudia de Breij (2021)
- Bart Brentjens (1996)
- Laurens Jan Brinkhorst (1978)
- John Bröcheler (2005)
- James Brockway (1997)
- Arnoldus Brocx (1825)
- Lodewijk Gerard Brocx (1855)
- Gerrit Brokx (1981)
- Edward Brongersma (1975)
- Willem Bronkhorst
- P.C. de Brouwer
- Inge de Bruijn (2000)
- Huub van den Brule (1957)
- Anthony Brummelkamp jr. (1905)
- Werner Buck (1973)
- Wiardus Willem Buma (1840)
- Wybe Bernhardus Buma (1845)
- Marjorie van de Bunt (2002)
- Cornelis van den Bussche
- Johannes Antonius Marie van Buuren (1932)

## C
- Abraham Caland (1840)
- Pieter Caland (1866)
- Marinus Caland (1911)
- Michael Rudolph Hendrik Calmeyer (1952)
- Elias Canneman (1815)
- François de Casembroot
- Jonas Castelijns (2019)
- Adam Claessens
- Eric Claus (2017)
- Wijnand Nicolaas Clermont
- Hans Clevers (2012)
- Willem Cobben (1954)
- J. M. Coetzee (2010)
- Job Cohen (1994)
- William James Cohen Stuart(1904)
- Arie Colijn (1925)
- Wouter Cool (1904)
- Jan Corver Hooft (1830)
- Jean Pierre Cornets de Groot van Kraaijenburg
- Moises Frumencio da Costa Gomez (1955)
- Louis Couperus (1923)
- Hans Couzy
- Jan Cremer
- Isaäc Lambertus Cremer van den Berch van Heemstede
- Mito Croes (1990)
- Hans Croiset (2012)
- Willem Karel du Croix (1921)

## D
- Ien Dales (1982)
- Piet Dankert (1980)
- Cees Dam (2007)
- Marcel van Dam (1978)
- Marinus Damme
- Willibrord Davids (1995)
- Willem Karel van Dedem
- Dorly Deeg (2016)
- Dick Dees (1985)
- Wim Deetman (1996)
- Cees Dekker (2014)
- Inge Dekker (2008)
- Keso Dekker (2019)
- Albertus van Delden (1874)
- Marc Delissen (1996)
- Daniël Apolonius Delprat
- Johannes Hubertus Maria Derksen (1961)
- C.I. Dessaur/Andreas Burnier
- Isaäc Arend Diepenhorst (1962)
- Isaäc Nicolaas Theodoor Diepenhorst (1965)
- Herman Jacob Dijckmeester
- Kuno van Dijk 1979
- Jannes Johannes Cornelis van Dijk
- Robbert Dijkgraaf (2012)
- Jaap Dijkstra
- Adriaan Dijxhoorn (1948)
- Cor van Dis jr. (1983)
- Cor van Dis sr. (1951)
- Jaap van der Doef (1982)
- Hendrik Doeff (1817)
- Herman Gerrit Jacobus van Doesburgh
- Johan Frederik ten Doesschate
- Leendert Antonie Donker (1949)
- Jan Donner (1925)
- Harry van Doorn (1966)
- Anton van Doorninck
- Tonke Dragt (2001)
- Willem Drees jr.
- Piet Drenth
- Carel van den Driest
- Job Drijber
- Willem Jozef Droesen (1947)
- Eduard Droogleever Fortuijn (1972)
- Pieter Droogleever Fortuyn (1929)
- Jaap Drupsteen (2017)
- Jeroen Dubbeldam (2000)
- Arie Duijvestijn (1989)
- Willem Marinus Dudok (1949)
- Wim Duisenberg (1978)
- Dirk Durrer
- Cherry Duyns (2014)
- Anthony Ernst Mary Duynstee (1966)
- Linda van Dyck (2010)
- Hendrik Dyserinck (1868)

## E
- Han Ebbelaar (2009)
- Edzo Hommo Ebels (1930)
- Mick Eekhout (2012)
- Frans van Eemeren (2013)
- Harry van den Eerenbeemt (1984)
- Cees Egas (1962)
- Pieter Eijssen (1950)
- Kornelis Eland
- William Charles de la Try Ellis (1972)
- Henny Eman (1990)
- Hendrik Johannes Enderlein (1871)
- John Engels (2001)
- Piet Engels (1973)
- Adriaan Engelvaart (1868)
- Maarten Engwirda (1988)
- Huub Ernst
- Michiel van Erp (2016)
- Theodoor van Erp (1937)
- Karel Johannes van Erpecum
- Jan van Es
- Marit van Eupen (2008)
- Tonny Eyk (1996)
- Stephanus Gerhard Everts
- Willem Everts (1891)

## F
- Heino Falcke (2016)
- Robert Feenstra
- Rhijnvis Feith (1816)
- Warmold Albertinus van der Feltz (1873)
- Ben Feringa (2008)
- Johan Ferrier (1958)
- Alexander Fiévez (1948)
- Herman Finkers (2003)
- Felix Flanegien (1995)
- Albertus Nicolaas Fleskens (1921)
- Pieter van Foreest (1845-1922) (1908)
- J.H.L.F. von Franck
- Hans Franken
- Alex Friedrich (2021)
- Ton Frinking (1990)
- Johan Furstner (1936)

## G
- Wilhelm Friedrich de Gaay Fortman (1959)
- Dzsingisz Gabor (1994)
- Florentino García Martínez (2008)
- Harrie Geelen (2014)
- Molly Geertsema (1970)
- Frederik Lambertus Geerling (1869)
- Hendrik van der Geld (1913)
- Henri Gelissen (1937)
- Herman van Genderen (1981)
- Willem Lodewijk Adolf Gericke (1876)
- Pieter de Geus (1979)
- Adriaan Willem Anne Gevers Deynoot
- Jos Gielen (1948)
- Anton van Gijn
- Frans Gijzels
- Leendert Ginjaar (1981)
- Hans Gispen (1948)
- Willem Hendrik Gispen (2012)
- Jan Glastra van Loon (1975)
- Jaap Glasz (1986)
- Walter Goddijn (1985)[1]
- Karel Antonie Godin de Beaufort (1887)
- Aar de Goede (1978)
- Hendrik Goeman Borgesius (1894)
- Hendrik Maurits van der Goes
- Maarten van der Goes van Dirxland
- Marinus van der Goes van Naters (1951)
- Carel Goseling (1939)
- Lubbertus Götzen (1940)
- Adrianus Franciscus Goudriaan (1815)
- Bob Goudzwaard (1992)
- Els Goulmy (2011)
- Theo de Graaf (KVP) (1960)
- Peter Graaff
- Andries Cornelis Dirk de Graeff
- Dirk Georg de Graeff (1970)
- Dirk de Graeff van Polsbroek (1885)
- Ferd Grapperhaus (1971)
- Sibrand Gratama (1824)
- Anne van Grevenstein-Kruse (2002)
- Jacobus Groen Adrienszoon (1947)
- Suze Groeneweg (1937)
- Jacobus Grooff (1836)
- Boudewijn de Groot (1999)
- Frank Grosveld (2013)
- Pieter Gruijters (2008)
- Anky van Grunsven (2000)
- Marcel van Grunsven (1960)

## H
- Joannes ter Haar
- Bert Haars (1981)
- Polo de Haas (1996)
- Sybrand van Haersma
- Robbert Louis de Haes
- Joop Haex (1965)
- Maarten 't Hart (2003)
- Jan Harte van Tecklenburg (1898)
- Jan Dirk van der Harten
- Floris den Hartog (1956)
- Emilie Haspels (1965)
- Johannes Jerphaas Hasselman (1868)
- Rutger Hauer (2013) [2]
- Willem van Heeckeren van Kell (1870)
- Gerrit Jan van Heek
- Femke Heemskerk (2008)
- Schelto van Heemstra (1842-1911) (1905)
- Joan Nicolaas Josef Heerkens (1859)
- Joan Nicolaas Jozef Eduard Heerkens Thijssen (1925)
- Sybrand Heerma van Voss (1913)
- Tonnie Heijnen (2004)
- Hendrik Jacob van der Heim
- Paulus van der Heim
- Gerard Helders (1959)
- Doeke Hz Hellema (1875)
- Amina Helmi (2021)
- Pieter Christiaan Jacobus Hennequin (1894)
- Hubert Hermans (2002)
- Loek Hermans (1989)
- Rob Hessing
- Eric Heuvel (2018)
- Gerrit Jan van Heuven Goedhart (1949)
- Jacobus Cornelis Johannes van der Heyden
- Ernst Hirsch Ballin (1994)
- David Jacobus Hissink (1939)
- Willem Hoefnagels (1966)
- Willem Hoekzema (1986)
- Gerrit Jan Hoenderdaal (1978)
- Johannes van der Hoeven
- Thom Hoffman (2016)[3]
- Geert Hofstede (2011)
- Wolter Hendrik Hofstede (1783-1850)
- Petrus Hofstede de Groot (1847)
- Pieter Hofstede Crull (1907)
- Roelf Hofstee Holtrop (1995)
- Robert Holl (2007)
- Jacob Laurens den Hollander
- Korie Homan (2008)
- Jan Nico Homan van der Heide
- Pieter van den Hoogenband (2000)
- René Höppener (1959)
- Viktor Horsting (2018)
- Frank Houben (1991)
- Hans van Houten
- Samuel van Houten (1888)
- Hans van Houwelingen (2008)
- Chiem van Houweninge (2000)
- Sébastien Trudo Adrien Hubar (1840)
- Jan Hudig
- Carolus Antonius Ludovicus van Hugenpoth tot Aerdt (1907)
- Mark Huizinga (2000)
- Jan Hulst
- Johan van Hulst (1966)
- W.G. van de Hulst jr. (1996)
- Karel van Hulthem
- Govert Huijser
- Gerardus Huysmans (1947)

## I
- Vincent Icke
- Alexander Willem Frederik Idenburg
- Gerrit IJsselstein
- Jonathan Israel
- Hendrik Albert van IJsselsteyn (1907)
- Leopold van Itallie (1921)

## J
- Frederik Bernard s'Jacob
- Cor de Jager (1978)
- Corjo Jansen (2013)
- Joannes Coenraad Jansen
- Mariss Jansons
- Jacobus Didericus Janssen
- W.H.L. Janssen van Raay
- Eduard Jellinghaus (1937)
- Fredericus Anna Jentink
- Henricus Boonzaaijer van Jeveren
- Dolf Joekes
- Hoyte Jolles
- Jolle Albertus Jolles (1861)
- Bob de Jong (2006)
- Peter de Jong (1999)
- Sijbrand de Jong (2015)
- Hank de Jonge
- Igone de Jongh (2016)
- Jacob Paul Josephus Jitta (1951)
- Henri Willem Julius (1956)

## K
- Willem van der Kaay (1886)
- Jacques de Kadt (1959)
- Jacob Adriaan Kalff
- Monique Kalkman-Van den Bosch
- Jan Kan
- Jan M. Kan (1949)
- Adrianus Johannes Maria Kanters
- Jan Kaptein
- Abraham van Karnebeek (1874)
- Pierre Kartner (2000)
- Mikhail Katsnelson (2011)
- Michael Keane (wiskundige) (2005)
- Jan Keizer (zanger) (1997)
- Jos van Kemenade (1978)
- Arnold Kerdijk (1890)
- Willem Jan Arend Kernkamp (1952)
- Gerrit Hendrik Kersten (1931)
- Mathieu Kessels (1827)
- Jan Dirk van Ketwich Verschuur (1920)
- Levinus Wilhelmus Christiaan Keuchenius (1855)
- Johan van de Kieft (1952)
- Johannes Kinker
- Leo H. Klaassen (1979)
- Chris van der Klaauw (1981)
- Arie Klapwijk
- Eelco van Kleffens (1931)
- Patty Klein (2019)
- Guillaume Jean Gérard Klerck
- Jacob Frederik Klinkhamer
- André Kloos (1966)
- Jozef Kluyskens (1815)
- Geert Knigge (2012)
- Cornelis Knulst
- Fritz Kögl
- Hans Kolfschoten
- Kirsten van der Kolk (2008)
- Adrianus Antonie Henri Willem König (1930)
- Henk Koning (1981)
- Mirjam de Koning (2008)
- Jacob Christiaan Koningsberger (1920)
- Pieter Kooijmans (1978)
- Antonius Johannes van Koolwijk (1887)
- Johan Kooper
- Ton Koopman (2003)
- Rad Kortenhorst (1933)
- Benk Korthals
- Everhard Korthals Altes
- Tijn Kortmann (2009)
- Hans de Koster (1966)
- Marinus Simon Koster
- Aad Kosto (1985)
- Jeltien Kraaijeveld-Wouters (1981)
- Richard Krajicek
- Sven Kramer (2010)
- Hendrik Anthony Kramers (1947)
- William Brede Kristensen (1929)
- Jón Kristinsson (2006)
- Adrianus Johannes Kroef
- Neelie Kroes (1981)
- Willem Egbert Kroesen (1858)
- Ranomi Kromowidjojo (2008)
- Jan Kruis (1996)
- Roelof Kruisinga
- Willem Jan Kruys (1959)
- Stephanus Kuijpers (bisschop)
- Nicolaas Kuiper (1985)
- André Kuipers (2012)

## L
- Roland Laclé (1994)
- Herman Johannes Lam
- Johan Marie Jacques Hubert Lambooij
- Constant Lodewijk Marius Lambrechtsen
- Lou Landré
- Harry Langman (1973)
- Peter Lankhorst (1994)
- Willem van Lanschot
- Petra Laseur (1998)
- Ad Lansink (1990)
- Gerben Last (2004)
- Wilhelmus François Leemans (1841-1929)
- Wilhelmus François Leemans (1912-1991) (1957)
- Meindert Leerling (1994)
- Paul de Leeuw (2007)
- Daniel de Leeuw (1815)
- Reinbert de Leeuw (2008)
- Hannie van Leeuwen (1978)
- Luigi van Leeuwen
- Gerrit Jan Legebeke (1892)
- Gerard van Leijenhorst (1989)
- Jan Lely (1933)
- Arie Lems (1988)
- Frans van Lennep
- Willem Levelt (1998)
- Diderik van Leyden Gael (1841)
- Léon Lhoëst
- Otto Cornelis Adriaan van Lidth de Jeude (1937)
- Hans Liberg (2008)
- Viktor Liberman (1996)
- Petrus Wilhelmus de Liedel
- Cornelis Johannes van Lienden
- Harry van Lieshout (1957)
- Ted van Lieshout (2025)
- Menno David van Limburg Stirum (1873)
- Wigbold Albert Willem van Limburg Stirum Noordwijk
- Pieter Willem Jacob Henri Cort van der Linden
- René van der Linden (1988)
- Casper Andries Lingbeek (1935)
- Hans Linthorst Homan (1921)
- Harry Linthorst Homan
- Jan Tijmens Linthorst Homan
- Johannes Linthorst Homan (1758-1847)
- Johannes Linthorst Homan (1844-1926)
- Frederik Carel List (1931)
- Liesbeth List (2002)
- Jan Loeff
- Johannes Jacobus van Loghem sr.
- Joghem van Loghem
- Detlef Lohse
- Arie Rijk van Loon (1925)
- Mark van Loosdrecht (2011)
- Hugo Loudon
- Jan Lucas (1978)
- Arjen Lucassen (2025)
- Aloysius Franciscus Xaverius Luyben (1874)
- Petrus Lycklama à Nijeholt

## M
- Winy Maas (2015)
- Paul Therèse van der Maesen de Sombreff (1874)
- Hanja Maij-Weggen (1994)
- Henri Mannaerts (1960)
- Daan Manneke (2000)
- Don Mansur (1990)
- Henri Marchant (1908)
- Arnold Hendrik van Markel Bouwer
- Jacques van Marken
- Wim Mateman (1992)
- Peter Mazur (1997)
- Theo de Meester
- Friso Meeter (1990)
- Karel Adrianus Meeussen (1860)
- Durk van der Mei (1968)
- Adriaan Frans Meijer (1831, in 1840 bevorderd tot Commandeur)
- Carel Hendrik Meijer (1843)
- Wim Meijer (1978)
- Denis Marie ridder de Mélotte d'Envoz (1817)
- Robert Melvil van Lynden (1894)
- Willem Mengelberg (1907, maar in 1948 vervallen verklaard)
- Vincent Mentzel (2007)
- John Merryweather (1990)
- Rutger Metelerkamp
- Harm van der Meulen (1986)
- Jo Meynen (1946)
- Louis Michiels van Verduynen (1896)
- Rob Mok
- Jan Mokkenstorm (2018)
- Mozes Monasch
- Barend Mons (2024)
- Frederik Herman de Monté verLoren (1904)
- Alfred Mozer (1970)
- Hendrik Mulderije (1952)
- Pim Mulier
- Ina Müller-van Ast (1989)
- Robert Rudolph Lodewijk de Muralt (1924)

## N
- Ronald Naar (1996)
- Assueer Jacob van Nagell (1911)
- Chretien Jacques Adrien van Nagell (1834)
- Justinus Egbert Hendrik van Nagell (1874)
- Johannes Gerardus Maria van Nass (1964)
- Lodi Nauta (2017)
- Johan Theodoor Hendrik Nedermeyer van Rosenthal
- Justus Adrianus Henricus Netscher (1874)
- Arno Nicolaï (1971)
- Jeltje van Nieuwenhoven (1995)
- Émile de Nieuwerkerke
- Lennaert Nijgh (1999)
- Martien Nijgh
- Willem Nijholt (2011)
- Ed Nijpels
- Rob de Nijs (2000)
- Bruno Ninaber van Eyben (2013)
- A.J.M. van Nispen tot Pannerden (1964)
- H.C.J.M van Nispen tot Sevenaer (1887)
- Florent Sophius op ten Noort (1805-1862) (1845)
- Adriaan Nooteboom (1980)
- Petrus Simeon Noyon
- Erwin Nypels (1980)

## O
- Herman Theodorus Obbink
- Arend Odé
- Hans Oerlemans (2010)
- Erwin Olaf (2019)
- Johannes van Oldenborgh (1923)
- Lucas Oldenhuis Gratama (1880)
- Nelson Oduber (1995)
- Simon Olivier (1932)
- Ria Oomen (1994)
- Hendrik van Oordt
- Hendrik Jan Oosting (1836/1837)
- Ferjan Ormeling
- Bastiaan Ort (1898)
- Pieter Adrianus Ossewaarde
- Lou Otten (1921)
- Willem Lodewijk Overduyn (1847)
- Pieter Oud (1925)

## P
- Charles Pahud de Mortanges
- Arie Pais (1981)
- Johannes van der Palm (1816)
- Johan Æmilius Abraham van Panhuys
- Jacob Adriaan Nicolaas Patijn (1921)
- Jacob Gerard Patijn (1881)
- Alejandro Felippe Paula (1995)
- Adriaan Paulen (1982)
- Gerard Peijnenburg (1967)
- Jan Pen (1982)
- Harry Peschar
- Pieter Pestman
- Jan Mathijs Peters (1958)
- Leonard Antoon Hubert Peters (1952)
- Frits Philips
- Ephraim Daniel Pichot (1835)
- Theunis Piersma (2017)
- Willem Hubert Pijls
- Fredrik Pijper (1912)
- Albert Plesman (1934)
- Thomas Bastiaan Pleyte (1922)
- Willem Pleyte (1898)
- Hein van de Poel (1971)
- Jan Poels
- Ben Polak
- Carel Polak (1963)
- Jim Polak (1985)
- Willem Polman Kruseman (1898)
- Bert Poolman (2021)
- Willem Frederik Pop (1921)
- Folkert Posthuma (1920)
- Guillaume Posthumus Meyjes (1992)
- Ids Postma (1998)
- Jan Willem de Pous (1963)
- Herman van Praag (1990)
- André Presser (2010)
- Jan Pronk (1978)

## Q
- Jan Hendrik Jacob Quarles van Ufford
- Johan Willem Quarles van Ufford
- Jan de Quay
- Theo Quené (1971)

## R
- Kees Raedts (1961)
- Jean Jacques Rambonnet
- Sebastiaan Mattheus Sigismund de Ranitz (1833-1909) (1886)
- Sebastiaan Mattheus Sigismund de Ranitz (1846-1916)
- Anthony Gerhard Alexander van Rappard (1839)
- Willem Frederik van Rappard
- Carel van Rappard
- Theo Rasing (2010)
- Godefridus Raupp
- Ton van Reen (2003)
- Fredis Refunjol (1995)
- Louis (II) Regout
- Louis (III) Regout
- Petrus Laurentius Regout
- Joop van der Reijden (1986)
- Jan Reijnen (1993)
- Gustaaf Johannes Petrus Renier (1957)
- Leonard Retel Helmrich (2018)
- Anthonie Ernst Reuther
- Rita Reys (2011)
- Aat van Rhijn
- Liesbeth Ribbius Peletier (1951)
- Hessel Rienks (1987)
- Nico Rienks (1996)
- Koos Rietkerk (1973)
- André Rieu (2002)
- Johannis de Rijke (1911)
- Hedzer Rijpstra
- Gerrit van Rijt (1950)
- Harry van Roekel (1988)
- Harm Roelfsema
- Adriaan Jan van Roijen (1874)
- Jacob Alexander Röell
- Ad Roland (2020)
- Marte Röling (2010)
- Matthijs Röling (2011)
- René Römer (1985)
- Carl Romme (1939)
- Gianni Romme (1998)
- Johannes Wilhelmus van Romunde (1857)
- Jan Karel Hendrik de Roo van Alderwerelt
- Karel de Rooij (1999)
- Martin van Rooijen (1978)
- Bauke Roolvink (1963)
- Han Roos
- Charles van Rooy (1961)
- Laurens van Rooyen (2014)
- Tomas Ross (2025)
- Ru van Rossem (2003)
- Henk van Rossum
- Antoine Rottier
- Louis Anne van Royen (1920)
- Charles Ruijs de Beerenbrouck (1913)
- Henny de Ruiter (1987)
- Victor Henri Rutgers (1922)
- Jan Willem Hendrik Rutgers van Rozenburg (1874-1956) (1934)

## S
- Jaime Saleh (1989)
- Nora Salomons (1985)
- Frans Willem Saris
- Maan Sassen (1949)
- Nicolien Sauerbreij (2010)
- Joost Schaberg
- Jules Schagen van Leeuwen (1947)
- Steef van Schaik (1946)
- Joop Schaminée (2019)
- Willem Schenck (1838)
- Willem Schermerhorn (1933)
- Jacquelien Scherpen (2019)
- Tineke Schilthuis (1967)
- Wim Schipper (1988)
- Frederik Lodewijk Schlingemann (1932))
- Josef Ignaz Julius Maria Schmutzer (1946)
- Paul Schnabel (2013)
- Bart Schneemann (2022)
- Clemens Diederik Hendrik Schneider
- Jan Schokking (1912)
- Wim Schokking (1950)
- Jan Evert Scholten
- Jan Nico Scholten (1983)
- Patty Scholten (2019)
- Willem Scholten (1973)
- Willem Albert Scholten
- Harbert Ido Schönfeld (1923)
- Eegje Schoo (1986)
- George Lodewijk Schorer
- Bert Schreuder (1988)
- Bep Schrieke
- Sierk Schröder (2000)
- Henri Johan van der Schroeff
- Wim Schut (1971)
- Cornelis Bernardus Schuurman (1900)
- August Lodewijk Willem Seyffardt
- Ramses Shaffy (2002)
- Feyo Onno Joost Sickinghe (1976)
- Jan Siebelink (2009)
- Jérôme Alexander Sillem
- Johann Gottlieb Sillem
- Ad Simonis
- Gerrit Simons (1846)
- Hans Simons (1994)
- Jan Simon van der Aa (1901)
- Philipe Willem van der Sleijden
- Marcus Slingenberg (1927)
- Jan Rudolph Slotemaker de Bruine (1921)
- Jan Smallenbroek (1953)
- Harm Smeenge
- Arie Smit (1907)
- Maaike Smit
- Yasemin Smit (2008)
- Johannes Cornelis Jacobus Smits (1858)
- Jan Snoeck (2007)
- Rolf Snoeren (2018)
- Cornelis Soeteman (1976)
- Herman van Sonsbeeck
- Derk Spitzen
- Tirso Sprockel (1983)
- Henri Staal
- Willem Fredrik Staargaard
- Jan Steenbeek
- Max Steenberghe (1935)
- Piet Steenkamp (1976)
- Bram Stemerdink (1978)
- Jos Stelling (1996)
- Emil Hendrik Stieltjes
- Dirk Stikker (1965)
- Marcel Stive (2013)
- Willem Frederik Stoel (1923)
- Max van der Stoel (1966)
- Joke Stoffels-van Haaften (1966)
- Joop Stokkel (2000)
- Adriaan Stoop (1921)
- Charles Theodorus Stork (1862)
- Peter van Straaten (1996)
- George Willem Stroink
- Teun Struycken (1951)
- Saskia Stuiveling (1991)
- Louis Stuyt (1973)
- Floris Willem van Styrum
- Ko Suurhoff (1951)
- Dick Swaab (1998)
- Gerardus Jacobus van Swaaij (1937)
- Adriaan Swaen
- Oncko van Swinderen van Rensuma (1831)
- Tammo Sypkens (1822)
- Maurits Pico Diederik van Sytzama (1831)

## T
- Morris Tabaksblat (1995)
- Shinkichi Tajiri (2007)
- Johannes Tak van Poortvliet
- Floris Takens (2005)
- Justus Tal (1946)
- Henk Talsma (1984)
- Sjeng Tans (1965)
- Abraham Teerlink (1839)
- Petrus Emelius Tegelberg sr.
- Petrus Emelius Tegelberg jr.
- Marie Anne Tellegen (1952)
- Martinus Tels (1992)
- Bas van den Tempel (1967)
- Jan van den Tempel (1949)
- Corry Tendeloo (1954)
- Erica Terpstra (1998)
- Jan Terpstra (1933)
- Frans Teulings (1939)
- Lisette Teunissen (2012)
- Ed van Thijn (1979)
- Jac. P. Thijsse (1935)
- Nikolaas Anthony Marinus van den Thoorn (1909)
- Joannes Pieter van Tienhoven
- Arnold Tilanus (1973)
- Marianne Timmer (1998)
- Herman Tollius
- Ronald Tolman (2012)
- Teun Tolman
- Willem den Toom (1965)
- Marc Willem du Tour van Bellinchave
- Boy Trip (1973)
- Ella Tromp-Yarzagaray (1994)
- Frederik Cornelis Tromp (1888)
- Maurits Troostwijk (1972)
- Dany Tuijnman (1975)
- Mark Tuitert (2010)

## U
- Albert Uderzo (2006)
- Gerhard Hendrik Uhlenbeck
- Joop den Uyl (5 december 1966)
- Jochem Uytdehaage (2002)

## V
- JCJ Vanderheyden
- Theo van de Vathorst (1997)
- Jacob Dirk Veegens (1887)
- Lewis van der Veen Zeppenfeldt (1949)
- Herman van Veen (2008)
- Rienk van Veen (1909)
- Sietze Douwes van Veen
- Stephan Veen (2000)
- Fia van Veenendaal-van Meggelen (1972)
- Petrus Johannes Vegelin van Claerbergen (1890)
- Hendrik van der Vegte (1921)
- Gerard van Velde (2002)
- Marleen Veldhuis (2008)
- Adriaan van Veldhuizen (1990)
- Joop van der Ven
- Koos Verdam (1963)
- Esther Vergeer (2000)
- Wim Vergeer (1988)
- Emmy Verhey (2001)
- Joor Bastiaan Verheij (1903)
- Hans Verheijen
- Anne Vermeer (1971)
- Evert Vermeer (1955)
- Albert Vermeij (1984)
- Gerard Veringa (1971)
- Dolf Verroen (1999)
- Gustave Marie Verspyck
- Mijndert Ververs (1993)
- Netty de Vink (1962)
- Zino Vinnikov (2013)
- Johannes Anthonie de Visser (1938)
- Simon Vissering (1869)
- Adriaan Vis (1978)
- Sim Visser (1963)
- Simon Vissering (1869)
- Bas van der Vlies (1994)
- Paul van Vliet (2001)
- Arie van der Vlis
- Bram van der Vlugt (2001)
- Willem de Vlugt (1923)
- Charles Louis Adolphe Vogel (1847)
- Johannes Gijsbert Vogel (1875)
- J.Ph. Vogel
- Adriaan Volker (1903)
- Anne Vondeling (1958)
- Henk Vonhoff (1973)
- Frans Vonk de Both
- Hans Vonk (2004)
- Arthur Eduard Joseph van Voorst tot Voorst
- Eduard van Voorst tot Voorst
- Coenraad van der Voort van Zijp (1920)
- Henk van der Vorst (2006)
- Hein Vos (1948)
- Lien Vos-van Gortel (1988)
- Marianne Vos (2008)
- Peter Vos (1996)
- Arnoldus Johannes Vos de Wael
- Jan Willem Jacobus de Vos van Steenwijk (1827-1897) (1888)
- Piek Vossen (2015)
- Henk Vredeling (1968)
- Bert de Vries (CDA) (1994)
- Edwin de Vries (2012)
- Klaas de Vries
- Simon de Vries Czn (1910)
- Jacques Vriens (2001)
- Maarten Vrolijk (1966)
- Johannes van Vucht (1986)

## W
- Engelbertus de Waal (1856)
- Frans de Waal (2010)
- Jan Hendrik de Waal Malefijt
- Joan van der Waals
- Gerard Wallis de Vries (1981)
- Gerard van Walsum
- Sharon Walraven (2008)
- Henk Waltmans (1987)
- Geerlof Wassink (1852)
- Willem Wassink (1949)
- Anthonie Wattel (1988)
- Bert Weckhuysen (2015)
- Frans Weisglas (1995)
- Jan Weitkamp
- Carel van der Weijden
- Maarten van der Weijden
- Jan Wentholt
- Dirk van der Wel
- Johan Edzart van Welderen Rengers
- Charles Welter (1923)
- Hendrik Hermanus Wemmers (1946)
- Ans van der Werf-Terpstra (1988)
- Ym van der Werff (1981)
- Louis Constant Westenenk
- Theo Westerhout (1966)
- Evert Pieter Westerveld
- Ernst van de Wetering (2003)
- Candelario (Booshi) Wever (1995)
- Meindert Wiardi Beckman (1857)
- David de Wied
- Hans Wiegel (1981)
- Enno Dirk Wiersma
- Ton Wiggers (1996)
- René Wijers
- Frans Wijffels (1946)
- Herman Wijffels (1991)
- Herman Marinus van der Wijck (1877)
- Cisca Wijmenga (2018)
- Coosje Wijzenbeek (2013)
- Bob de Wilde (1968)
- Jacob Adriaan de Wilde (1926)
- Pieter Winsemius (1986)
- Willem Wintgens
- Kees Witholt
- Petrus Johannes Witteman (1948)
- Ellen van Wolde (2011)
- Dik Wolfson
- Frans Wolters (1994)
- Ad van der Woude
- Erik van der Wurff (2009)
- Ireen Wüst (2006)

## Y
- Adolph Ypeij

## Z
- Adriaan Zaanen (1913)
- Pieter Zandt (1933)
- Hendricus Hubertus van der Zanden (1956)
- Nancy Zeelenberg (1963)
- Henk Zeevalking
- Anton Zijderveld (2004)
- Leontien Zijlaard-Van Moorsel (2000)
- Albertus Zijlstra (1926)
- Kees Zijlstra (1993)
- Rinse Zijlstra (1975)
- Alfred Rudolph Zimmerman
- Cornelis Zitman (2005)
- Jan David Zocher (1845)
- Guus Zoutendijk
- Sytse Ulbe Zuidema (1972)
- Erik Zürcher
- Erik-Jan Zürcher (2018)
- Theodorus Zwartkruis (1971)[4]